# Longevelle-lès-Russey
Longevelle-lès-Russey är en kommun i departementet Doubs i regionen Bourgogne-Franche-Comté i östra Frankrike. Kommunen ligger i kantonen Le Russey som tillhör arrondissementet Pontarlier. År 2022 hade Longevelle-lès-Russey 40 invånare.

## Befolkningsutveckling
Antalet invånare i kommunen Longevelle-lès-Russey
Referens:INSEE